# Pivovara Medvedgrad
Pivovara Medvedgrad je otvorena 22. prosinca 1994. godine na uglu Savske i Vukovarske ulice kao prva mini pivovara i pivnica u Zagrebu.
Pivovara Medvedgrad je od samih početaka u vlasništvu iste zagrebačke obitelji i njeguje dugogodišnju suradnju s Pavelom Bartušekom, tehnologom s Češkog instituta za pivo, kod kojeg se školovao i današnji glavni tehnolog, "brewmaster" magistar Božidar Kostanjčar. Sjedište je Zagrebu. 
Osim Hrvatske, izvozi pivo u još 6 zemalja.

## Povijest
Od samih početaka poštuje tradicionalan način kuhanja piva. Trebala se zvati "4 dečka", ali je ipak dobila ime "Medvedgrad" prema bavarskoj tradiciji da se pivovara nazove po najbližem postojećem srednjovjekovnom gradiću - Medvedgradu.
- 1994. osnovana pivovara.[3] Iste godine, kuha se pilsner (svijetli lager) Zlatni Medvjed, te crni lager Crna kraljica i tamni lager Mrki medvjed, koji su se mogli kušati isključivo u pivnici Medvedgrad.
- 1995. kuha se prvo pšenično pivo (njem. Weizenbier) Dva klasa koje je zahtijevalo edukaciju domaćih pivopija nenaviklih na tu vrstu piva.
- 1996. prvi put je prezentirana Grička vještica, jaki tamni lager, koja je godinama držala primat kao najjače hrvatsko pivo.
- 2005. godine Medvedgrad seli pivovaru iz Savske u Mokrice od kuda se pivo dostavljalo pivnicama u Zagrebu.
- 2010. Pivovara Medvedgrad ponovo seli u Samoborsku cestu u Zagrebu.
- Krajem prosinca 2012. Medvedgrad po prvi put plasira svoja piva u bocama, koje bilježi velik rast distribucije po cijeloj Hrvatskoj, te se počinje s kuhanjem prvih aleova i većeg broja sezonskih piva.
- 2014. Pivo Fakin IPA vrste India Pale Ale dio stalne ponude.[3]
- 2014. i 2015. godine proglašena je za najbolju pivovaru u Hrvatskoj prema Ratebeer-u.[4]
- 2017. godine Medvedgrad osvaja nagradu CROPACK za najbolju ambalažu na hrvatskom tržištu u kategoriji zanatsko pivo.
- 2017. godine Pivovara Medvedgrad ostvarila je najuspješniju crowdfunding kampanju u Europskoj uniji na globalnoj investicijskoj platformi Funderbeam, prikupivši milijun eura od 288 investitora iz 25 zemalja u rekordnih deset dana. Prikupljena sredstva uložit će u novu pivovaru kapaciteta 25.000 HL, koja će imati varionicu za kuhanje piva od 6.000 litara, zatim u novu punilicu za boce od 5.000 boca po satu, uz računalno vođene procese.

Nova pivovara u Huzjanovoj 36 imat će izgradnju, servis i održavanje postrojenja na istoj lokaciji. Pogon će moći proširiti do 50.000 HL bez potrebe za dodatnim ulaganjem u vrlo skupu novu opremu za kuhanje piva ili novu punilicu.
Danas Pivovara Medvedgrad nosi titulu prve hrvatske nezavisne pivovare, najveće takve vrste u Hrvatskoj.

## Proizvodnja
U proizvodnji se ne koriste aditivi ili konzervansi, pivo se kuha isključivo kao prirodno.

## Vanjske poveznice
- Službena stranica
- www.jatrgovac.com – Dodijeljene nagrade CROPAK i REGPAK za najbolju ambalažu  Arhivirana inačica izvorne stranice od 22. prosinca 2017. (Wayback Machine)